# دانشگاه کریستیانا دل سور
دانشگاه کریستیانا دل سور (به لاتین: Universidad Cristiana del Sur) یک دانشگاه در کاستاریکا است که در سان خوزه (کاستاریکا) واقع شده‌است.